# Charles Bénitah
Charles Bénitah (Casablanca, Marruecos, 16 de marzo de 1907 - muerte, 1987) fue un deportista olímpico marroquí en esgrima, atleta, jugador de hockey, piloto de automovilismo y aviador. Compitió, con el equipo de esgrima de Marruecos, en los Juegos Olímpicos de Roma 1960.

## Logros destacados
- 1930, gana el Gran Premio de Marruecos de automovilismo con un autociclo Amilcar.
- 1926, campeón junior en esgrima en todas las categorías con espada.
- 1926, campeón de Marruecos en 400 metros y récord de 300 metros en 37 segundos.
- 1928, campeón de Marruecos en esgrima en todas las categorías espada.
- 1923 – 1930, mejor jugador del primer equipo de hockey en Marruecos, el Racing Hockey Club